# Astrid Tollefsen
Astrid Tollefsen (Horten, 11 de diciembre de 1897 - 9 de octubre de 1973) fue una poetisa noruega de la posguerra, una de cuyas primeras publicaciones fue la colección de cuentos Portrett i speil en 1947. Fue una de las poetisas más destacadas de las décadas de 1940 y 1950 junto a Astrid Hjertenaes Andersen, Magli Elster y Marie Takvam. En 1967 recibió el Premio de la Crítica de Noruega por Hendelser.

## Obras
- Portrett i speil, poemario (1947)
- Reisenetter, poemario (1948)
- Før brevet lukkes, poemario (1949)
- Sang ved veikrysset, poemario (1952)
- Ukjent gjest, poemario (1955)
- Høstkveld på stamkafeen, poemario (1956)
- Et nytt vindu, poemario (1958)
- Før det var for sent, poemario (1960)
- Fugl Blå, poemario (1963)
- Treklang – colección de poemas (1963) (en coautoría con Astrid Hjertenæs Andersen y Gunvor Hofmo)
- På nattens terskel, poemario (1966)
- Hendelser, poemario (1967)
- Under ordre, poemario (1968)
- Mot et hemmelig mål, poemario (1969)
- Hver dag er hos oss, selección de poemas (1973)